# Nado sincronizado no Campeonato Europeu de Esportes Aquáticos de 2014 - Rotina combinação
A prova de rotina combinação do nado sincronizado no Campeonato Europeu de Esportes Aquáticos de 2014 foi realizada entre os dias 15 e 17 de agosto em Berlim, na Alemanha. 

## Calendário
| Fase       | Data         | Hora  |
| ---------- | ------------ | ----- |
| Preliminar | 15 de agosto | 18:00 |
| Final      | 17 de agosto | 18:00 |

Todos os horários estão no horário local (UTC+1)

## Medalhistas
| Ouro | Prata | Bronze |
| Ucrânia · Lolita Ananasova · Olena Grechykhina · Oleksandra Kashuba · Kateryna Reznik · Oleksandra Sabada · Kateryna Sadurska · Anastasiya Savchuk · Kseniya Sydorenko · Anna Voloshyna · Olha Zolotarova · Dana-Mariia Klymenko (reserva) · Olga Kondrashova (reserva) | Espanha · Clara Basiana · Clara Camacho · Ona Carbonell · Margalida Crespí · Sara Gijon · Thaïs Henríquez · Cecilia Jiménez · Sara Levy · Meritxell Mas · Cristina Salvador · Alba María Cabello (reserva) · Paula Klamburg (reserva) | Itália · Elisa Bozzo · Beatrice Callegari · Camilla Cattaneo · Linda Cerruti · Francesca Deidda · Costanza Ferro · Manila Flamini · Mariangela Perrupato · Dalila Schiesaro · Sara Sgarzi · Alessia Pezone (reserva) · Federica Sala (reserva) |

## Resultados
Esses foram os resultados da competição.
| Pos.              | Nacionalidade | Preliminar | Preliminar | Final   | Final |
| Pos.              | Nacionalidade | Pontos     | Pos.       | Pontos  | Pos.  |
| ----------------- | ------------- | ---------- | ---------- | ------- | ----- |
| Medalha de ouro   | Ucrânia       | 93.1667    | 1          | 94.4333 | 1     |
| Medalha de prata  | Espanha       | 92.0333    | 2          | 93.0333 | 2     |
| Medalha de bronze | Itália        | 89.4000    | 3          | 90.3333 | 3     |
| 4                 | Grécia        | 83.8000    | 4          | 85.7333 | 4     |
| 5                 | Bielorrússia  | 81.1667    | 5          | 82.9333 | 5     |
| 6                 | Suíça         | 79.9333    | 6          | 80.4333 | 6     |
| 7                 | Alemanha      | 78.6667    | 7          | 78.7333 | 7     |
| 8                 | Reino Unido   | 74.1333    | 8          | 76.1333 | 8     |
| 9                 | Hungria       | 73.6667    | 9          | 73.5000 | 9     |
| 10                | Turquia       | 72.7667    | 10         | 73.3000 | 10    |